# حلزون راه‌راه
حلزون راه‌راه (نام علمی: Helix lucorum) نام یک گونه از شاخه نرم‌تنان است.

## شرح
وزن این حلزون در حالت بالغ حدود ۲۰ تا ۲۵ گرم است. عرض پوسته آن ۳۵ تا ۶۰ میلی‌متر است و ارتفاع پوسته آن ۲۵ تا ۴۵ میلی‌متر است. قطر تخم حدود ۴٫۴ میلی‌متر است و وزن حلزون‌های جوان دو تا سه‌ماهه ۰٫۵ تا ۰٫۹ گرم است.